# Notolabrus gymnogenis
Notolabrus gymnogenis es una especie de peces de la familia Labridae en el orden de los Perciformes.

## Morfología
Los machos pueden llegar alcanzar los 23 cm de longitud total.

## Distribución geográfica
Se encuentra en Australia (sur de Queensland y Nueva Gales del Sur ).